# Дуслинген
Дуслинген (њем. Dußlingen) општина је у њемачкој савезној држави Баден-Виртемберг. Једно је од 15 општинских средишта округа Тибинген. Према процјени из 2010. у општини је живјело 5.555 становника.

## Географски и демографски подаци
Дуслинген се налази у савезној држави Баден-Виртемберг у округу Тибинген. Општина се налази на надморској висини од 379 метара. Површина општине износи 13,1 km². У самом мјесту је, према процјени из 2010. године, живјело 5.555 становника. Просјечна густина становништва износи 425 становника/km². Посједује регионалну шифру (AGS) 8416011.

## Међународна сарадња
| Мјесто     | Држава  | Врста сарадње | Од    |
| ---------- | ------- | ------------- | ----- |
| Мецокорона | Италија | контакт       | 1982. |
| Извор      |         |               |       |